# Молчаново (Мордовия)
Молчаново — деревня в Ельниковском районе Мордовии. Входит в состав Стародевиченского сельского поселения.

## История
В «Списке населённых мест Пензенской губернии за 1869» Молчаново - казенная деревня из 19 дворов Краснослободского уезда.

## Население
| 2002 | 2010 |
| ---- | ---- |
| 160  | ↘126 |

Национальный состав
Согласно результатам Всероссийской переписи населения 2002 года, в национальной структуре населения мордва-мокша составляли 92 %.